# (1369) Ostanina
(1369) Ostanina – planetoida z pasa głównego asteroid okrążająca Słońce w ciągu 5 lat i 184 dni w średniej odległości 3,12 au. Została odkryta 27 sierpnia 1935 roku w Obserwatorium Simejiz na górze Koszka na Półwyspie Krymskim przez Piełagieję Szajn. Nazwa planetoidy pochodzi od Ostaniny, miejscowości na Ukrainie. Przed nadaniem nazwy planetoida nosiła oznaczenie tymczasowe (1369) 1935 QB.